# Coupe du Japon de football 2017
Navigation
Édition précédente Édition suivante
La Coupe du Japon de football 2017 est la 97e édition de la Coupe du Japon, une compétition à élimination directe mettant aux prises des clubs de football amateurs et professionnels à travers le Japon. Elle est organisée par la Fédération japonaise de football (JFA). Le vainqueur de cette compétition se qualifie pour la Ligue des champions de l'AFC 2018, accompagné des trois meilleures équipes du championnat.

## Résultats

### Premier tour
| #  | Date          | Club                                    | Résultat          | Club                                |
| -- | ------------- | --------------------------------------- | ----------------- | ----------------------------------- |
| 1  | 22 avril 2017 | Arterivo Wakayama                       | 2 - 3             | FC Maruyasu Okazaki                 |
| 2  | 22 avril 2017 | Iwaki FC                                | 8 - 2             | Norbritz Hokkaido                   |
| 3  | 23 avril 2017 | Gilavants Kitakyushu                    | 10 - 0            | Alverio Takamatsu                   |
| 4  | 23 avril 2017 | Nagisaki Astros                         | 1 - 5             | Briobecca Urayasu                   |
| 5  | 22 avril 2017 | AC Nagano Parceiro                      | 1 - 0             | Suzuka Unlimited FC                 |
| 6  | 23 avril 2017 | FC Ryūkyū                               | 5 - 5 (tab 3 - 5) | FC Imabari                          |
| 7  | 23 avril 2017 | Verspa Oita                             | 2 - 1             | Kochi United SC                     |
| 8  | 23 avril 2017 | Honda FC                                | 3 - 1             | Université des sports Biwako Narumi |
| 9  | 22 avril 2017 | Blaublitz Akita                         | 1 - 2             | Université Kokushikan               |
| 10 | 22 avril 2017 | Tonan Maebashi                          | 1 - 0             | Université internationale de Tokyo  |
| 11 | 23 avril 2017 | YSCC Yokohama                           | 1 - 2             | Université de Tsukuba               |
| 12 | 22 avril 2017 | Université de Miyazaki                  | 2 - 1             | Université de Tokuyama              |
| 13 | 23 avril 2017 | Gruja Morioka                           | 2 - 0             | Sony Sendai FC                      |
| 14 | 22 avril 2017 | Université de Hokuriku                  | 0 - 2             | Bandionse Kakogawa                  |
| 15 | 22 avril 2017 | Université de Gifu                      | 1 - 3             | Université de Niigata               |
| 16 | 23 avril 2017 | Catale Toyama                           | 1 - 0             | Amitie SC Kyoto                     |
| 17 | 22 avril 2017 | FC Osaka                                | 4 - 1             | Université de Saga                  |
| 18 | 22 avril 2017 | Azul Claro Numazu                       | 1 - 0             | Saulkos Fukui                       |
| 19 | 22 avril 2017 | Tochigi Uva FC                          | 6 - 1             | FC Parafrente Yonezawa              |
| 20 | 22 avril 2017 | Nara Club                               | 0 - 1             | Van Lare Hachinohe                  |
| 21 | 23 avril 2017 | SRC Hiroshima                           | 1 - 0             | Mitsubishi Mizushima FC             |
| 22 | 23 avril 2017 | Guinale Tottori                         | 0 - 1             | Kagoshima United FC                 |
| 23 | 23 avril 2017 | Enseignant de la préfecture de Kumamoto | 0 - 4             | Matsue City FC                      |
| 24 | 22 avril 2017 | FC Tokushima Celeste                    | 1 - 2             | MD Nagasaki                         |

### Deuxième tour
| #  | Date         | Club                       | Résultat          | Club                   |
| -- | ------------ | -------------------------- | ----------------- | ---------------------- |
| 25 | 21 juin 2017 | Kashima Antlers            | 5 - 0             | FC Maruyasu Okazaki    |
| 26 | 21 juin 2017 | Montedio Yamagata          | 1 - 0             | V. Farren Nagasaki     |
| 27 | 21 juin 2017 | Hokkaido Consadole Sapporo | 2 - 5             | Iwaki FC               |
| 28 | 21 juin 2017 | Shimizu S-Pulse            | 4 - 1             | Gilavants Kitakyushu   |
| 29 | 21 juin 2017 | Kashiwa Reysol             | 1 - 0             | Brio Becca Urayasu     |
| 30 | 21 juin 2017 | FC Machida Zelvia          | 2 - 4             | Oita Trinita           |
| 31 | 21 juin 2017 | FC Tokyo                   | 1 - 1 (tab 4 - 5) | AC Nagano Parceiro     |
| 32 | 21 juin 2017 | Fagiano Okayama            | 0 - 0 (tab 5 - 3) | FC Imabari             |
| 33 | 21 juin 2017 | Gamba Osaka                | 3 - 0             | Verspa Oita            |
| 34 | 21 juin 2017 | JEF United Ichihara Chiba  | 1 - 0             | Tokyo Verdy            |
| 35 | 21 juin 2017 | Júbilo Iwata               | 2 - 2 (tab 5 - 4) | Honda FC               |
| 36 | 21 juin 2017 | Shonan Bellmare            | 1 - 0             | Université Kokushikan  |
| 37 | 21 juin 2017 | Omiya Ardija               | 3 - 0             | tonan Maebashi         |
| 38 | 21 juin 2017 | Ehime FC                   | 2 - 1             | Kamatamare Sanuki      |
| 39 | 21 juin 2017 | Vegalta Sendai             | 2 - 3             | Université de Tsukuba  |
| 40 | 21 juin 2017 | Abysspa Fukuoka            | 4 - 2             | Université de Miyazaki |
| 41 | 21 juin 2017 | Urawa Red Diamonds         | 3 - 2             | Gruja Morioka          |
| 42 | 21 juin 2017 | Mito HollyHock             | 1 - 2             | Roasso Kumamoto        |
| 43 | 21 juin 2017 | Albirex Niigata            | 2 - 1             | Bandionse Kakogawa     |
| 44 | 21 juin 2017 | Cerezo Osaka               | 2 - 0             | Université de Niigata  |
| 45 | 21 juin 2017 | Vissel Kobe                | 3 - 1             | Catale Toyama          |
| 46 | 21 juin 2017 | Zuegen Kanazawa            | 2 - 0             | Yokohama FC            |
| 47 | 21 juin 2017 | Yokohama F. Marinos        | 3 - 1             | FC Osaka               |
| 48 | 21 juin 2017 | Kyoto Sanga FC             | 0 - 1             | Azul Claro Numazu      |
| 49 | 21 juin 2017 | Kawasaki Frontale          | 2 - 0             | Tochigi Uva FC         |
| 50 | 21 juin 2017 | Renofa Yamaguchi FC        | 1 - 2             | Thespakusatsu Gunma    |
| 51 | 21 juin 2017 | Ventforet Kōfu             | 0 - 1             | Vanraure Hachinohe     |
| 52 | 21 juin 2017 | Nagoya Grampus             | 6 - 0             | SRC Hiroshima          |
| 53 | 21 juin 2017 | Sanfrecce Hiroshima        | 3 - 2             | Kagoshima United FC    |
| 54 | 21 juin 2017 | Tokushima Vortis           | 0 - 3             | FC Gifu                |
| 55 | 21 juin 2017 | FC Gifu                    | 3 - 0             | Matsue City FC         |
| 56 | 21 juin 2017 | Yamamasa Matsumoto FC      | 4 - 0             | MD Nagasaki            |

### Troisième tour
| #  | Date            | Club                  | Résultat | Club                      |
| -- | --------------- | --------------------- | -------- | ------------------------- |
| 57 | 12 juillet 2017 | Kashima Antlers       | 5 - 0    | Montedio Yamagata         |
| 58 | 12 juillet 2017 | Iwaki FC              | 0 - 2    | Shimizu S-Pulse           |
| 59 | 12 juillet 2017 | Kashiwa Reysol        | 2 - 0    | Oita Trinita              |
| 60 | 12 juillet 2017 | AC Nagano Parceiro    | 1 - 0    | Fagiano Okayama           |
| 61 | 12 juillet 2017 | Gamba Osaka           | 2 - 0    | JEF United Ichihara Chiba |
| 62 | 12 juillet 2017 | Júbilo Iwata          | 4 - 1    | Shonan Bellmare           |
| 63 | 12 juillet 2017 | Omiya Ardija          | 3 - 2    | Ehime FC                  |
| 64 | 12 juillet 2017 | Université de Tsukuba | 2 - 1    | Abysspa Fukuoka           |
| 65 | 12 juillet 2017 | Urawa Red Diamonds    | 1 - 0    | Roasso Kumamoto           |
| 66 | 12 juillet 2017 | Albirex Niigata       | 2 - 3    | Cerezo Osaka              |
| 67 | 12 juillet 2017 | Vissel Kobe           | 3 - 1    | Zuegen Kanazawa           |
| 68 | 12 juillet 2017 | Yokohama F. Marinos   | 4 - 2    | Azul Claro Numazu         |
| 69 | 12 juillet 2017 | Kawasaki Frontale     | 4 - 0    | Thespakusatsu Gunma       |
| 70 | 12 juillet 2017 | Vanraure Hachinohe    | 1 - 2    | Nagoya Grampus            |
| 71 | 12 juillet 2017 | Sanfrecce Hiroshima   | 2 - 1    | FC Gifu                   |
| 72 | 12 juillet 2017 | FC Gifu               | 1 - 2    | Yamamasa Matsumoto FC     |

### Quatrième tour
| #  | Date              | Club                  | Résultat | Club                |
| -- | ----------------- | --------------------- | -------- | ------------------- |
| 73 | 20 septembre 2017 | Yamamasa Matsumoto FC | 0 - 2    | Vissel Kobe         |
| 74 | 20 septembre 2017 | Urawa Red Diamonds    | 2 - 4    | Kashima Antlers     |
| 75 | 20 septembre 2017 | Cerezo Osaka          | 1 - 0    | Nagoya Grampus      |
| 76 | 20 septembre 2017 | Université de Tsukuba | 0 - 2    | Omiya Ardija        |
| 77 | 20 septembre 2017 | Yokohama F. Marinos   | 3 - 2    | Sanfrecce Hiroshima |
| 78 | 20 septembre 2017 | AC Nagano Parceiro    | 0 - 1    | Júbilo Iwata        |
| 79 | 20 septembre 2017 | Kawasaki Frontale     | 4 - 1    | Shimizu S-Pulse     |
| 80 | 20 septembre 2017 | Gamba Osaka           | 2 - 3    | Kashiwa Reysol      |

### Quarts de finale
| #  | Date            | Club                | Résultat          | Club            |
| -- | --------------- | ------------------- | ----------------- | --------------- |
| 81 | 25 octobre 2017 | Vissel Kobe         | 1 - 1 (tab 5 - 4) | Kashima Antlers |
| 82 | 25 octobre 2017 | Cerezo Osaka        | 2 - 0             | Omiya Ardija    |
| 83 | 25 octobre 2017 | Yokohama F. Marinos | 1 - 0             | Júbilo Iwata    |
| 84 | 25 octobre 2017 | Kawasaki Frontale   | 0 - 1             | Kashiwa Reysol  |

### Demi-finales
| #  | Date             | Club                | Résultat | Club           |
| -- | ---------------- | ------------------- | -------- | -------------- |
| 85 | 23 décembre 2017 | Vissel Kobe         | 1 - 3    | Cerezo Osaka   |
| 86 | 23 décembre 2017 | Yokohama F. Marinos | 2 - 1    | Kashiwa Reysol |

### Finale
| #  | Date             | Club         | Résultat | Club                | Stade              |
| -- | ---------------- | ------------ | -------- | ------------------- | ------------------ |
| 87 | 1er janvier 2018 | Cerezo Osaka | 2 - 1    | Yokohama F. Marinos | Stade Saitama 2002 |